# UCI Àsia Tour 2007-2008
L'UCI Àsia Tour 2007-2008 fou la quarta edició de l'UCI Àsia Tour, un dels cinc circuits continentals de ciclisme de la Unió Ciclista Internacional. Estava formada per 26 proves, organitzades entre el 28 d'octubre de 2007 i el 15 de setembre de 2008 a Àsia. L'edició va ser guanyada per l'iraní Hossein Askari, vencedor de l'Umm Al Quwain Race i el Tour de l'Azerbaidjan. L'equip Tabriz Petrochemical Team s'imposà en la classificació per equips, mentre el Japó guanyà la classificació per equips i l'Iran en equips sub-23.

## Evolució del calendari

### Octubre 2007
| Data | Cursa     | País | Cat. | Vencedor     | Equip                |
| ---- | --------- | ---- | ---- | ------------ | -------------------- |
| 28.  | Japan Cup | Japó | 1.1  | Manuele Mori | Saunier Duval-Prodir |

### Novembre 2007
| Data   | Cursa          | País            | Cat. | Vencedor         | Equip              |
| ------ | -------------- | --------------- | ---- | ---------------- | ------------------ |
| 3.-10. | Tour de Hainan | R.P. de la Xina | 2.1  | Robert Radosz    | Intel-Action       |
| 11.    | Tour d'Okinawa | Japó            | 1.2  | Takashi Miyazawa | Nippo-Meitan Hompo |

### Desembre 2007
| Data    | Cursa                               | País      | Cat. | Vencedor      | Equip                 |
| ------- | ----------------------------------- | --------- | ---- | ------------- | --------------------- |
| 16.-21. | Tour de Tailàndia                   | Tailàndia | 2.2  | Ahad Kazemi   | Tabriz Petrochemical  |
| 23.-30. | Volta del mar de la Xina Meridional | Hong Kong | 2.2  | Wang Yip Tang | Hong Kong Pro Cycling |

### Gener
| Data   | Cursa                      | País                | Cat. | Vencedor                       | Equip                 |
| ------ | -------------------------- | ------------------- | ---- | ------------------------------ | --------------------- |
| 7.-13. | Jelajah Malaysia           | Malàisia            | 2.2  | Tonton Susanto                 | LeTua                 |
| 26.    | H. H. Vice-President's Cup | Emirats Àrabs Units | 1.2  | Badr Mohamed Mirza Bani Hammad | Doha                  |
| 27.-1. | Tour de Qatar              | Qatar               | 2.1  | Tom Boonen                     | Quick Step-Innergetic |

### Febrer
| Data    | Cursa              | País                | Cat. | Vencedor       | Equip                        |
| ------- | ------------------ | ------------------- | ---- | -------------- | ---------------------------- |
| 9.-17.  | Tour de Langkawi   | Malàisia            | 2.HC | Ruslan Ivanov  | Serramenti PVC Diquigiovanni |
| 21.-24. | Umm Al Quwain Race | Emirats Àrabs Units | 2.2  | Hossein Askari | Tabriz Petrochemical         |

### Març
| Data   | Cursa          | País   | Cat. | Vencedor        | Equip                |
| ------ | -------------- | ------ | ---- | --------------- | -------------------- |
| 2.-7.  | Taftan Tour    | Iran   | 2.2  | Hossein Nateghi | Tabriz Petrochemical |
| 9.-16. | Tour de Taïwan | Taiwan | 2.2  | John Murphy     | Health Net-Maxxis    |

### Abril
| Data  | Cursa                               | País      | Cat. | Vencedor       | Equip                |
| ----- | ----------------------------------- | --------- | ---- | -------------- | -------------------- |
| 2.-6. | Tour de Java oriental               | Indonèsia | 2.2  | Ghader Mizbani | Tabriz Petrochemical |
| 15.   | Campionats d'Àsia en contrarellotge | Japó      | CC   | Eugen Wacker   | Kirguizstan          |
| 17.   | Campionats d'Àsia en ruta           | Japó      | CC   | Fumiyuki Beppu | Japó                 |

### Maig
| Data    | Cursa                         | País | Cat. | Vencedor         | Equip                  |
| ------- | ----------------------------- | ---- | ---- | ---------------- | ---------------------- |
| 9.-11.  | Tour de Kumano                | Japó | 2.2  | Miyataka Shimizu | Nippo-Meitan Hompo     |
| 9.-13.  | International Presidency Tour | Iran | 2.2  | Ahad Kazemi      | Tabriz Petrochemical   |
| 18.-25. | Volta al Japó                 | Japó | 2.2  | Cameron Meyer    | Southaustralia.com-AIS |
| 21.-29. | Tour de l'Azerbaidjan         | Iran | 2.2  | Hossein Askari   | Tabriz Petrochemical   |

### Juny
| Data   | Cursa              | País          | Cat. | Vencedor        | Equip      |
| ------ | ------------------ | ------------- | ---- | --------------- | ---------- |
| 21.-4. | Tour de Corea-Japó | Corea del Sud | 2.2  | Serguei Lagutin | Uzbekistan |

### Juliol
| Data    | Cursa                                 | País            | Cat. | Vencedor         | Equip                   |
| ------- | ------------------------------------- | --------------- | ---- | ---------------- | ----------------------- |
| 11.-20. | Volta al llac Qinghai                 | R.P. de la Xina | 2.HC | Tyler Hamilton   | Rock Racing             |
| 13.-22. | Way to Pekin                          | Rússia          | 2.2  | Serguei Firsànov | Rietumu Bank-Riga       |
| 19.-20. | His Excellency Gabenor of Malacca Cup | Malàisia        | 2.2  | Mahdi Sohrabi    | Islamic Azad Univercity |
| 23.-25. | Jelaja Negeri Sembilan                | Malàisia        | 2.2  | Vadim Shaehov    |                         |

### Setembre
| Data    | Cursa             | País      | Cat. | Vencedor         | Equip                  |
| ------- | ----------------- | --------- | ---- | ---------------- | ---------------------- |
| 1.-6.   | Tour de Tailàndia | Tailàndia | 2.2  | Alex Coutts      | Giant Asia Racing Team |
| 11.-15. | Tour d'Hokkaido   | Japó      | 2.2  | Takashi Miyazawa | Nippo-Meitan Hompo     |

### Proves anul·lades
| Data        | Prova                        | País      | Cat. | Causa |
| ----------- | ---------------------------- | --------- | ---- | ----- |
| 12-13 abril | Petaling Jaya City Criterium | Malàisia  | 2.2  |       |
| 20-27 abril | Tour de Hong Kong Shanghai   | Hong Kong | 2.2  |       |
| 18-25 juny  | Volta a Indonèsia            | Indonèsia | 2.2  |       |

## Classificacions
En aquesta quarta edició de l'UCI Àsia Tour es van establir quatre classificacions diferents: individual, per equips, per països i per països sub-23.
| Pos. | Ciclista               | Equip                     | Punts  |
| ---- | ---------------------- | ------------------------- | ------ |
| 1.   | Hossein Askari (IRI)   | Tabriz Petrochemical Team | 240,66 |
| 2.   | Ghader Mizbani (IRI)   | Tabriz Petrochemical Team | 205,66 |
| 3.   | Hossein Nateghi (IRI)  | Tabriz Petrochemical Team | 204    |
| 4.   | Mehdi Sohrabi (IRI)    | -                         | 195    |
| 5.   | Takashi Miyazawa (JPN) | Meitan Hompo-GDR          | 192    |
| 6.   | Ahad Kazemi (IRI)      | Tabriz Petrochemical Team | 175,66 |
| 7.   | Robert Radosz (POL)    | -                         | 163    |
| 8.   | Tyler Hamilton (USA)   | Rock Racing               | 154    |
| 9.   | Taiji Nishitani (JPN)  | Aisan Racing Team         | 132    |
| 10.  | Serguei Lagutin (UZB)  | Cycle Collstrop           | 131    |

| Pos. | Equip                     | País            | Punts  |
| ---- | ------------------------- | --------------- | ------ |
| 1.   | Tabriz Petrochemical Team | Iran            | 909,64 |
| 2.   | Meitan Hompo-GDR          | Japó            | 545    |
| 3.   | Skil-Shimano              | Països Baixos   | 338,6  |
| 4.   | LeTua Cycling Team        | Malàisia        | 279    |
| 5.   | Trek-Marco Polo           | R.P. de la Xina | 278    |
| 6.   | Diquigiovanni-Androni     | Veneçuela       | 273    |
| 7.   | Giant Asia Racing Team    | Xina Taipei     | 252    |
| 8.   | Aisan Racing Team         | Japó            | 242    |
| 9.   | Rock Racing               | Estats Units    | 204    |
| 10.  | Katyusha                  | Rússia          | 182    |

| Pos. | País                | Punts    |
| ---- | ------------------- | -------- |
| 1.   | Japó                | 1.181,2  |
| 2.   | Iran                | 1.160,98 |
| 3.   | Uzbekistan          | 502,66   |
| 4.   | Kazakhstan          | 401,66   |
| 5.   | R.P. de la Xina     | 296      |
| 6.   | Malàisia            | 269      |
| 7.   | Indonèsia           | 260      |
| 8.   | Emirats Àrabs Units | 248      |
| 9.   | Kirguizstan         | 172      |
| 10.  | Mongòlia            | 157      |

| Pos. | País                | Punts |
| ---- | ------------------- | ----- |
| 1.   | Iran                | 386   |
| 2.   | Malàisia            | 233   |
| 3.   | Uzbekistan          | 186   |
| 4.   | Emirats Àrabs Units | 106   |
| 5.   | Corea del Sud       | 62    |
| 6.   | Kazakhstan          | 48    |
| 7.   | Japó                | 27    |
| 8.   | Indonèsia           | 22    |
| 9.   | Mongòlia            | 19    |
| 10.  | Líban               | 16    |